# Point d'eau naturel ou artificiel

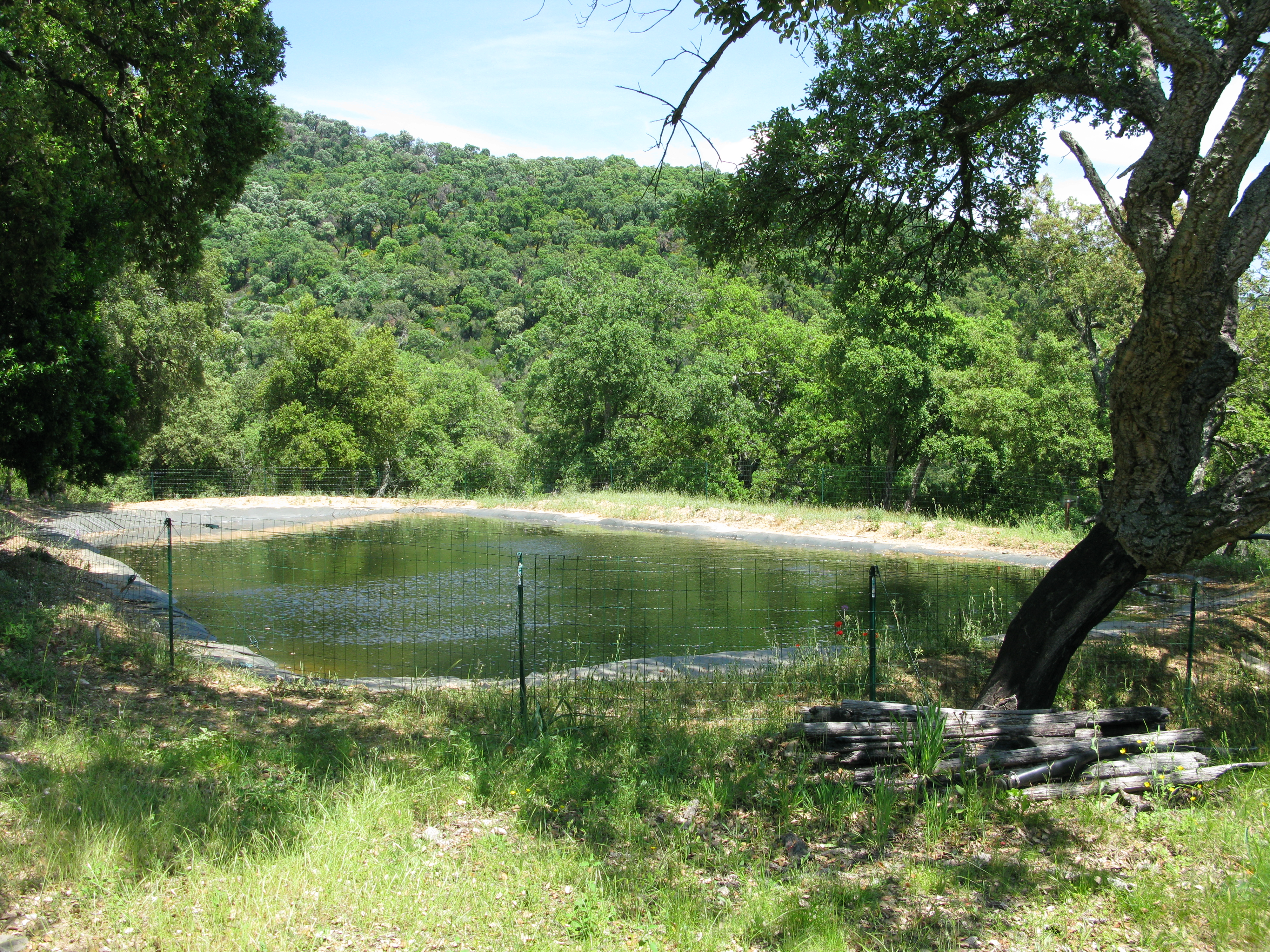
Bassin servant de point d'eau DFCI.

Point d'eau naturel ou artificiel (PENA). L'aménagement de réserves d'eau incendie permet de disposer d'une capacité hydraulique pour alimenter les engins de lutte contre l'incendie, dans les secteurs où les réseaux d'eau sont insuffisamment dimensionnés.
Les réserves artificielles aménagées en complément du réseau sous pression, dans la limite de 2/3 des besoins en eau, doivent avoir une capacité totale d'au moins 120 m3.
Les dossiers d’aménagements de réserves d’eau incendie doivent être transmis au SDIS et / ou à
la commission compétente (par le pétitionnaire via le service instructeur) afin de faire valider le lieu d’implantation et les modalités de réalisation de la réserve d’eau.